# Route 22A (Colombie-Britannique)
La Route 22A est une route transfrontalière de la région de West Kootenay. La route a ouvert en 1967. Elle relie la frontière canado-américaine à la route 3B à l'est de Montrose.

## Intersections majeures
| District régional     | Ville  | km    | Destinations                | Notes                              |
| --------------------- | ------ | ----- | --------------------------- | ---------------------------------- |
| Kootenay Boundary     | Waneta | 0,00  | Waneta Road – Northport     | Continue dans l'État de Washington |
| Kootenay Boundary     | Waneta | 0,00  | Frontière canado-américaine |                                    |
| Kootenay Boundary     | Trail  | 11,14 | BC-3B – Fruitvale, Trail    |                                    |
| - Transition de route |        |       |                             |                                    |